# Hélène Pilichowski
Pour les articles homonymes, voir Pilichowski.
Hélène Pironon, dite Hélène Pilichowski, née le 31 août 1948, est une journaliste française.

## Biographie

### Famille
Hélène Louise Gilberte Pironon est née le 31 août 1948,. Divorcée de M. Pilichowski dont elle conserve le nom de famille, elle épouse en secondes noces Jean-Guy Cupillard, ancien maire RPR d’Huez (commune de la station de L’Alpe d’Huez) et vice-président du conseil général du département de l'Isère.

### Carrière de journaliste

#### Éditorialiste
Elle a été éditorialiste au Dauphiné libéré où elle a accompli la majeure partie de sa carrière, commencée en 1972, après avoir enseigné la philosophie.
Elle intervient souvent dans l'émission de débats télévisée C dans l'air. Elle intervient également sur La Chaîne parlementaire, La Chaîne Info et France Info, ainsi que dans l'émission On refait le monde sur RTL entre 19 h 15 et 20 h.

#### Propos sur les chercheurs grenoblois
Le 25 septembre 2015, Hélène Pilichowski, au cours de l'émission C dans l'air s'exprime sur la recherche publique en général et les chercheurs grenoblois en particulier : 

« La recherche, juste la recherche. Moi qui suis Grenobloise… Il y a des centres de recherche énormes à Grenoble avec des gens qui étaient nommés à vie. Comment voulez-vous qu’on cherche et surtout qu’on trouve pendant toute une vie ? Quand ils arrivent à 25 ans, 28 ans, ils sont pleins d’ardeur et puis après ils vont sur les pistes de ski et dans les clubs de tennis, à Grenoble c’était comme ça, c’étaient tous les chercheurs qui étaient là, bien évidemment ! Ils sont nommés à vie c’est terrible, ça n’a pas de sens ! Donc il y a vraiment des domaines où on peut engager des réformes. »

Cette déclaration provoque des réactions. Le 1er octobre, le SNCS réagit par un communiqué. Le 2, Geneviève Fioraso se déclare indignée. Le 7 octobre, des chercheurs grenoblois, au premier rang desquels les présidents des trois universités grenobloises, le délégué régional du CNRS et le directeur régional du CEA, publient une lettre ouverte pour exprimer leur indignation, lettre ouverte reprise en page d'accueil du site web du CNRS. Le SNESup demande un droit de réponse, en soulignant que ces propos « témoignent d'une totale ignorance du métier de chercheur scientifique »,,. Le 10 octobre, le Journal international de médecine écrit que la controverse « témoigne de la méconnaissance de la réalité du quotidien des chercheurs… et peut-être aussi de l’extrême difficulté d’évoquer l’éventuelle opportunité d’une évolution de leur statut ». Le 16 octobre, trois chercheurs publient une tribune dans Le Monde, le site Echosciences Grenoble ouvre aux chercheurs grenoblois un espace pour répondre et témoigner.

#### Vues sur le viol sur les femmes en France
Le 23 janvier 2017, sur le plateau de l'émission L'heure des pros sur la chaîne d'infos en continu I-Télé, où elle débat notamment avec la militante féministe Caroline de Haas, Hélène Pilichowski nie à plusieurs reprises les chiffres du gouvernement concernant les viols sur les femmes (à savoir qu'un viol de femme a lieu toutes les sept minutes en France), les jugeant « faux », « gonflés » et « excessifs ».
Cette minimisation fait polémique dans les médias,,.

## Lien familial avec François Hollande
Lors de la campagne électorale de François Hollande pour l'élection présidentielle française de 2012, Hélène Pilichowski fait connaître, sur RTL, son lien de parenté avec François Hollande, : « on passait nos vacances ensemble ; Nos mères cousines germaines, filles uniques, étaient comme deux sœurs », et son avis sur les chances de réussite du candidat, estimant qu'il n'a pas le « brin de folie nécessaire pour conquérir le pouvoir ». À propos de son intervention sur les plateaux télévisés, le soir de l'élection présidentielle, Le Nouvel Observateur écrit : « Cette journaliste qui, il y a peu encore, ne croyait pas en la victoire de son cousin bien-aimé, (...) était donc là pour (...) surtout continuer ce qu'elle faisait déjà il y a plusieurs semaines, le démolir consciencieusement en le décrivant comme un mou, faible, peu ambitieux et sans consistance, un Flanby quoi » et la qualifie de « cousine qui profite d'une parenté pour tirer la couverture médiatique à soi ». En 2013 elle témoigne lors de l'épisode Les ambitieux : François Hollande - Nicolas Sarkozy  de Un jour, un destin.
Le lien entre Hélène Pilichowski et François Hollande peut se représenter comme suit, :
- Philibert Jacquignon épouse le 9 novembre 1895 à La Balme (Savoie) Catherine Benollet
  - Jeanne Jacquignon, née à Lyon 2e arrondissement le 13 septembre 1896. Elle épouse Robert Tribert à Paris le 31 décembre 1918.
    - Nicole Tribert épouse Georges Hollande
      - François Hollande

  - Antoine Jacquignon, né à Lyon 6e arrondissement le 22 juin 1899. Il épouse Georgette Sabotier à Meudon (Hauts-de-Seine) le 1er février 1921
    - Gisèle Jacquignon épouse X. Pironon
      - Hélène Pironon

## Publications
- Sarkozy et la presse : histoire d'un désamour, Paris, Jean-Claude Lattès, 2012, 193 p. (ISBN 978-2-7096-3945-3, BNF 42578868).